# سیارک ۲۰۹۶
سیارک ۲۰۹۶ (به انگلیسی: 2096 Vaino، نامگذاری:1939UC) دو هزار و نود و ششمین سیارک کشف شده‌است که در ۱۸ اکتبر ۱۹۳۹ کشف شد.
قدر مطلق سیارک برابر ۱۳٫۳۰ است.